# Saša Hiršzon
Saša Hiršzon (Varaždin, 14 luglio 1972) è un ex tennista jugoslavo, successivamente croato.

## Carriera
A livello giovanile ha raggiunto le semifinali degli Australian Open 1990 nel singolare ragazzi mentre a Wimbledon 1990 ha disputato i quarti sia nel singolare che nel doppio ragazzi.
Specialista del doppio ha ottenuto in questa disciplina i risultati migliori, vanta infatti due successi nel circuio principale in coppia con Goran Ivanišević e un best ranking all'ottantacinquesima posizione raggiunto a luglio 1997, in questa stagione vanta anche un terzo turno a Wimbledon insieme all'olandese Sander Groen.
Ha partecipato alle olimpiadi di Atlanta 1996 dove ha raggiunto i quarti di finale sempre in coppia con Ivanišević, in Coppa Davis ha rappresentato la Croazia dal 1994 al 1998 vincendo undici incontri e perdendone dodici.

## Statistiche

### Doppio

#### Vittorie (2)
| Numero | Anno | Torneo                     | Superficie | Compagno         | Avversari in finale        | Punteggio |
| 1.     | 1995 | ATP Bordeaux, Bordeaux     | Cemento    | Goran Ivanišević | Henrik Holm Danny Sapsford | 6–3, 6–4  |
| 2.     | 1997 | Croatian Indoors, Zagabria | Sintetico  | Goran Ivanišević | Brent Haygarth Mark Keil   | 6–4, 6–3  |